# Dysschema molesta
Dysschema molesta là một loài bướm đêm thuộc phân họ Arctiinae, họ Erebidae.